# Antonio Maria Sauli
Antonio Maria Sauli (Genova, 1541 – Roma, 24 agosto 1623) è stato un cardinale e arcivescovo cattolico italiano.

## Biografia
Nacque a Genova nel 1541 da Ottaviano Sauli e da Giustiniana. I Sauli erano una famiglia patrizia che diede alla Repubblica di Genova tre dogi e alla Chiesa otto vescovi. Zio del cardinale Alfonso Visconti e del cardinale Giovanni Girolamo Lomellini. Un altro cardinale della famiglia fu Bandinello Sauli. Il suo nome appare anche come Antonio e come Marco Antonio.
Studiò all'Università di Bologna e a quella di Padova, dove ottenne il dottorato in diritto.
Da giovane servì la Repubblica in vari incarichi, e poi si spostò a Roma, dove poté diventare referendario del Supremo Tribunale della Segnatura Apostolica di Giustizia e di Grazia durante il pontificato di papa Pio IV (1559-1565). Fu poi nunzio apostolico a Napoli dal 9 novembre 1572 al 15 ottobre 1577, e poi nunzio straordinario in Portogallo dal 1579 al 1580.

### Vescovo
Fu eletto vescovo titolare di Filadelfia di Arabia e nominato coadiutore con diritto di successione dell'arcivescovo di Genova il 27 novembre 1585. La consacrazione avvenne un lunedì 24 febbraio 1586 nella Cappella Sistina di Roma, per l'imposizione delle mani del cardinal Domenico Pinelli, co-consacranti il vescovo di Lucca, Alessandro Guidiccioni, e Giovanni Francesco Mazza Canobius, vescovo di Forlì. Succedette a Cipriano Pallavicino sulla sede di Genova nel 1586, ma rimise il mandato prima del 9 agosto 1591.
Fu legato a latere per gli affari della Lega nel 1587.

### Cardinale
Papa Sisto V lo elevò al rango di cardinale nel concistoro del 18 dicembre 1587, e ricevette il titolo dei Santi Vitale, Gervasio, e Protasio il 15 gennaio 1588.
Cambiò vari titoli cardinalizi:
- Il 14 gennaio 1591 optò per il titolo di Santo Stefano al Monte Celio.
- Poi per quello di Santa Maria in Trastevere il 19 febbraio 1603.
- Divenne cardinale vescovo con il titolo della Sede suburbicaria di Albano il 7 febbraio 1607.
- Da lì passò alla sede suburbicaria di Sabina il 17 agosto 1611
- Quindi occupò la sede suburbicaria di Porto e Santa Rufina dal 6 settembre 1615. Dopo ciò divenne vice decano del collegio cardinalizio.
- Il 6 aprile 1620 ricevette la sede suburbicaria di Ostia e Velletri.

Arrivò ad essere Decano del sacro collegio nel 1620, succedendo al defunto cardinale Antonio Maria Galli.
Con il cardinale Ludovico Ludovisi fu co-prefetto della Congregazione di Propaganda Fide, stabilita da papa Gregorio XV il 22 giugno 1622, incarico che tenne fino al 12 novembre dello stesso anno.
Morì a Roma il 24 agosto 1623 e fu sepolto nella chiesa di Santa Maria del Popolo. I suoi resti furono poi traslati a Genova e deposti nella tomba della famiglia Sauli.

## Conclavi
Durante il suo periodo di cardinalato Antonio Maria Sauli partecipò ai conclavi
- conclave del settembre 1590, che elesse papa Urbano VII
- conclave dell'ottobre-dicembre 1590, che elesse papa Gregorio XIV
- conclave del 1591, che elesse papa Innocenzo IX
- conclave del 1592, che elesse papa Clemente VIII
- conclave del marzo 1605, che elesse papa Leone XI
- conclave del maggio 1605, che elesse papa Paolo V
- conclave del 1621, che elesse papa Gregorio XV
- conclave del 1623, che elesse papa Urbano VIII

## Genealogia episcopale e successione apostolica
La genealogia episcopale è:
- Cardinale Domenico Pinelli
- Cardinale Antonio Maria Sauli

La successione apostolica è:
- Arcivescovo Alessandro Centurione (1591)
- Vescovo Antonio Maria Graziani (1592)
- Arcivescovo Matteo Rivarola, O.S.B. (1596)
- Vescovo Marcel de Lorenzi (1600)
- Vescovo Jerónimo Bernardo de Quirós, O.Praem. (1601)
- Cardinale Berlinghiero Gessi (1606)
- Vescovo Giovanni Sauli, O.P. (1609)
- Vescovo Bernardo Giustiniano (1609)